# Javier Abril Espinoza
Javier Abril Espinoza (* 1967 Honduras) ist ein Schriftsteller, Poet und Dramatiker, der auf Spanisch und Deutsch veröffentlicht. Espinoza lebt in der Schweiz.
Er schreibt für die honduranische Zeitung El Heraldo sowie verschiedene lateinamerikanische und mitteleuropäische literarische Zeitschriften. Für seinen Poesieband De aquí en adelante... (span. Von jetzt an...) erhielt er 1996 den Pablo-Neruda-Preis. 
Sein bekanntestes Werk ist das Buch Un ángel atrapado en el huracán (span., etwa Ein Engel gefangen im Hurrikan), welches sich mit Hurrikans in Mittelamerika und der Karibik beschäftigt. Er schildert in dem Buch, wie die Leute mit derartigen Naturkatastrophen leben und kritisiert die Regierungen, die die Menschen nicht unterstützen.

## Werke
- Un ángel atrapado en el huracán (Erzählungen und Roman)
- Cuentos para Niños y Niñas (für UNICEF, Kindergeschichten)
- El Doblez de los espejos (Poesieband)
- ¿Qué hacemos con el muerto?

| Personendaten    | Personendaten                                      |
| ---------------- | -------------------------------------------------- |
| NAME             | Espinoza, Javier Abril                             |
| KURZBESCHREIBUNG | honduranischer Schriftsteller, Poet und Dramatiker |
| GEBURTSDATUM     | 1967                                               |
| GEBURTSORT       | Honduras                                           |